# Distretto di Dongpo
Il distretto di Dongpo (东坡区S, Dōngpō QūP) è un distretto della Cina, situato nella provincia di Sichuan e amministrato dalla prefettura di Meishan.